# Elisabeth Schörgenhumer
Elisabeth Schörgenhumer (* 1953 in Linz) ist eine österreichische Pädagogin und Schriftstellerin.

## Leben
Schörgenhumer wuchs in Eferding auf, studierte in Linz Germanistik und Romanistik auf Lehramt und absolvierte ein Doktorat für Philosophie an der Universität Wien. Sie unterrichtete bis zu ihrer Pensionierung als Lehrerin am ORG Grieskirchen, daneben veröffentlichte sie Prosa und Lyrik in Literaturzeitschriften und Anthologien. Einige ihrer Gedichte wurden von Balduin Sulzer vertont.
Die Oberösterreicherin ist seit 1983 verheiratet, lebt in Waizenkirchen und hat eine Tochter und drei Söhne, die alle drei mit Sub auspiciis promoviert haben.

## Werke
- Blütenzauber, Hofstetter, 2009.
- Im Garten der Geheimnisse. Verlag Bibliothek der Provinz, Weitra 2011, ISBN 978-3-902416-31-5.
- Liebes.Variationen. Edition AS, 2013, ISBN 978-3-902864-29-1.
- Sternlieder. Gedichte. Verlag Bibliothek der Provinz, Weitra 2014, ISBN 978-3-99028-344-8.